# Dickfußpantherspinne
Die Dickfußpantherspinne oder Keilförmige Tarantel (Alopecosa cuneata), auch Dickbein-Scheintarantel oder Keilfleck-Scheintarantel genannt, ist eine Webspinne aus der Familie der Wolfspinnen (Lycosidae). Namensgebend ist die besondere Eigenschaft des Männchens der Art in Form einer Verdickung der Tibien des ersten Beinpaares.

## Merkmale

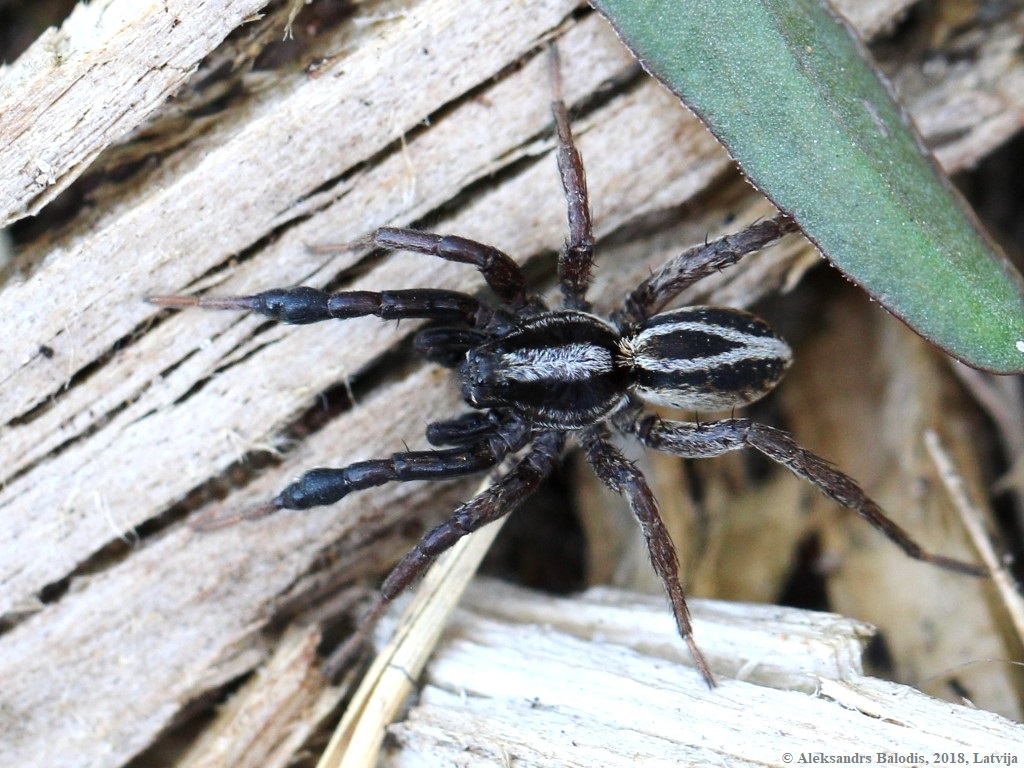
Männchen

Die Dickfußpantherspinne erreicht eine Körperlänge von sechs bis neun Millimetern als Weibchen und eine von sechs bis 7,5 Millimetern als Männchen, womit sie zu den kleineren Arten der Gattung zählt. Das Prosoma der Art ist von dunkelbrauner Grundfärbung und zeigt im Zentrum ein weißes, nach hinten verjüngtes Längsband. Flankiert wird das Prosoma von ebenso weißen Randbändern. Die Grundfarbe des Sternums ist mit der des Prosomas identisch, es verfügt über einen zentralen und hellen Längsstrich. Die Dickfußpantherspinne trägt wie die anderen Arten der Gattung auf dem hier dunkel rotbraun gefärbten Opisthosoma einen dunklen Spießfleck, umrandet von zwei hellen Längsbinden. Die Unterseite des Opisthosomas der Art ist hell gefärbt. Ein auffälliger Sexualdimorphismus sind die schwarzen und stark verdickten Tibien des ersten Beinpaars beim Männchen, die dem Weibchen fehlen. Durch diese Eigenschaft hat die Dickfußpantherspinne ihre beiden deutschen Trivialbezeichnungen erhalten. Ihre Funktion ist bis heute nicht gänzlich geklärt. Vermutlich befinden sich dort Pheromondrüsen für die Balz. Ansonsten sind die Beine des Männchens ab dem Femur bis zur Tibia des ersten und zweite Beinpaares dunkelbraun gefärbt, die beiden hinteren Beinpaare hingegen sind gänzlich hellbraun gehalten. Die Beine des Weibchens sind restlos gelbbraun.

### Ähnliche Arten

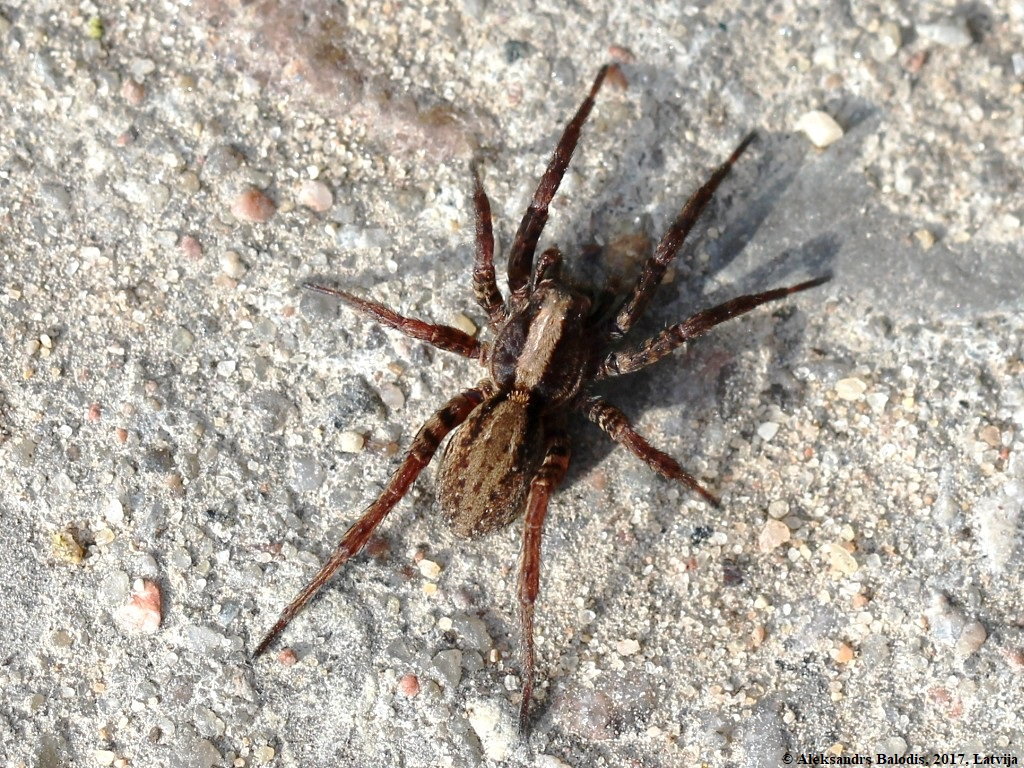
Die nah verwandte Dunkle Pantherspinne (Alopecosa pulverluenta) ähnelt mitunter der Dickfußpantherspinne und teilt sich einige Lebensräume mit ihr.

Die Dickfußpantherspinne ähnelt anderen Arten der Gattung Alopecosa, darunter der Dunkelbraunen Tarantel (A. aculeata), der Dunklen Pantherspinne (A. pulverulenta) und der Balken-Tarantel (A. trabalis). Die Arten können anhand der verschiedenen Größen und Zeichnungen sowie Färbungen unterschieden werden. Außerdem fehlen den Männchen der anderen Arten die Verdickungen an den Tibien der ersten Beinpaare, wie es bei der Dickfußpantherspinne der Fall ist. Gemeinsamkeiten aller Arten sind die Zeichnungen auf dem Hinterleib, die jedoch je nach Art unterschiedlich ausgebildet sind. Die Dickfußpantherspinne ist ähnlich wie die Dunkle Pantherspinne und anders als einige andere Arten der Gattung Alopecosa vergleichsweise häufig vertreten. Auch erreichen beide Arten eine ähnliche Größe und sind teilweise in den gleichen Biotopen anzutreffen. Die Dunkle Pantherspinne ist anders als die Dickfußpantherspinne jedoch auch in Feuchtbiotopen anzutreffen.

## Vorkommen
Die Dickfußpantherspinne ist eine paläarktisch verbreitete Art. Sie bevorzugt sonnige und offene Stellen, darunter Wald- und Wegränder und Trockenrasen ebenso wie Magerrasen, Wacholderheiden, Weinberge, Steinbrüche und trockene Ruderalstandorte. Die Art bewohnt darüber hinaus auch lichte Wälder, sonnige Waldränder und Frischwiesen sowie -weiden.

### Gefährdung und Schutz
Die Dickfußpantherspinne zählt zu den häufigeren Arten der Gattung. In ihrem Verbreitungsgebiet ist die Art nicht gefährdet und deshalb nicht geschützt.

## Lebensweise
Bei der Dickfußpantherspinne handelt es sich um eine tag- und nachtaktive Spinne, die wie die anderen Arten der Gattung in selbstgegrabenen Wohnröhren lebt. Wie andere Wolfspinnen ist auch die Dickfußpantherspinne ein Lauerjäger, der Beutetiere in passender Größe erlegt, ohne dafür ein Netz zu weben.

### Fortpflanzung

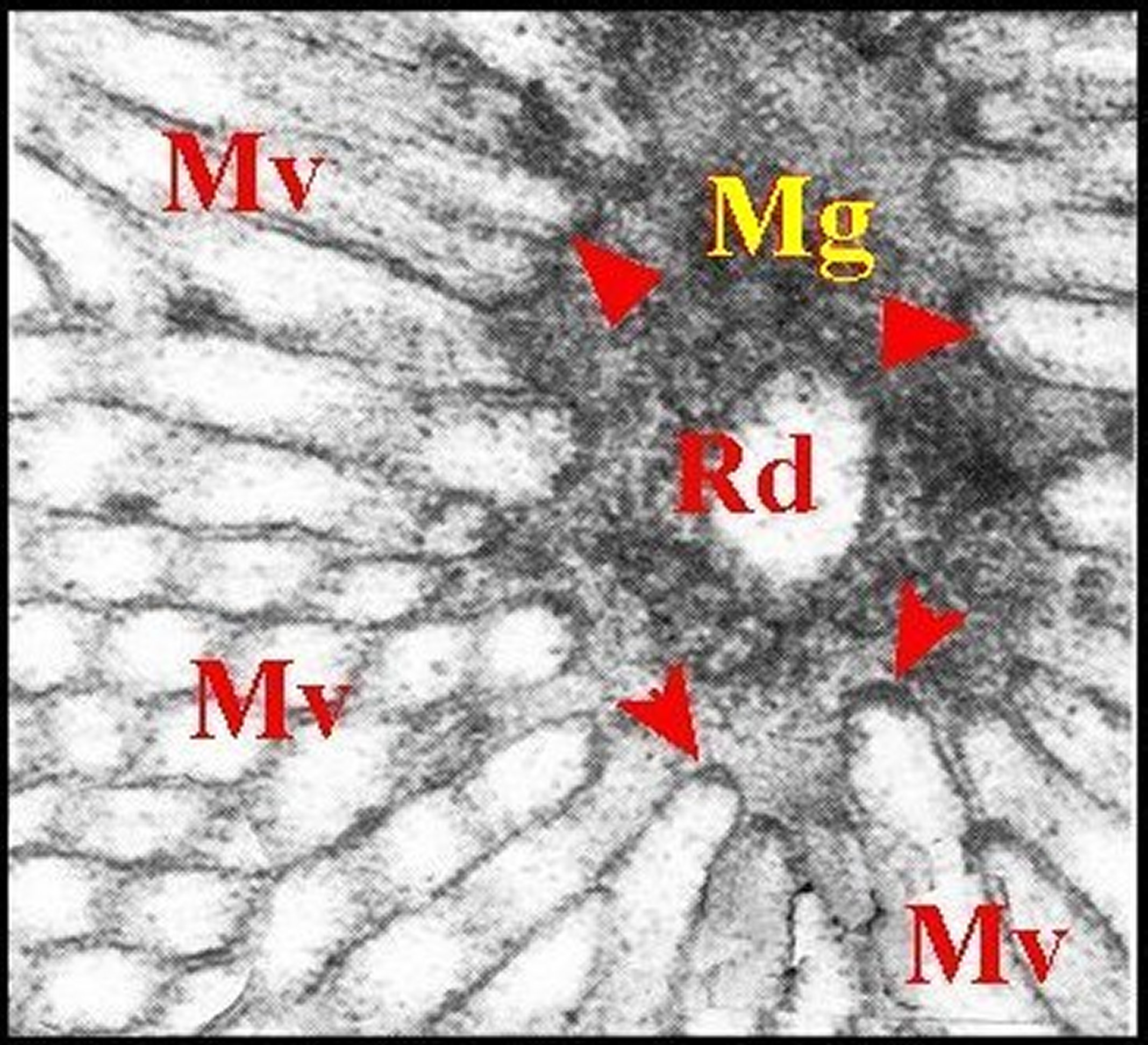
Detail der vermuteten Tibiendrüsen eines Männchens

Ab August beginnt die Paarungszeit der Dickfußpantherspinne. Das Männchen nutzt sein Balzverhalten, um sich einem Weibchen zu nähern. Man vermutet, dass das Männchen hierbei Pheromondrüsen einsetzt, die in der Verdickung der Tibien des ersten Beinpaares liegen. Diese Vermutung rührt daher, dass sich das Weibchen der Dickfußpantherspinne bei der Balz deutlich aktiver verhält als es bei anderen Wolfspinnen der Fall ist. Es ergreift mit den Cheliceren die Vorderbeine des Männchens und zieht es zu sich heran. Sobald der Griff gelöst wurde, erfolgt die eigentliche Paarung. Einige Zeit nach der Paarung beginnt das Weibchen mit dem Herstellen eines Eikokons, der, wie es für Wolfspinnen typisch ist, von diesem ständig an den Spinnwarzen getragen wird. Ab Mai ist es möglich, Weibchen der Dickfußpantherspinne mit Eikokons zu sichten. Nach dem Schlupf verweilen die Jungtiere auf dem Rücken der Mutter – eine weitere für Wolfspinnen typische Eigenart – ehe sie diese verlassen und anschließend selbstständig heranwachsen. Ausgewachsene Exemplare sind von April bis August zu finden, die Männchen bevorzugt im Frühjahr auf der Suche nach Weibchen.

## Systematik
Die Dickfußpantherspinne erhielt 1757 von ihrem Erstbeschreiber Carl Alexander Clerck die Bezeichnung Araneus cuneatus. Carl Jakob Sundevall ordnete die Art 1833 in die Gattung Lycosa ein, wo sie von mehreren Autoren verschiedene Synonyme erhielt. Carl Ludwig Koch gab der Dickfußpantherspinne die Bezeichnung Tarantula cuneata. Die heutige wissenschaftliche Einordnung in die Gattung Alopecosa erfolgte 1955 durch Carl Friedrich Roewer.

## Galerie

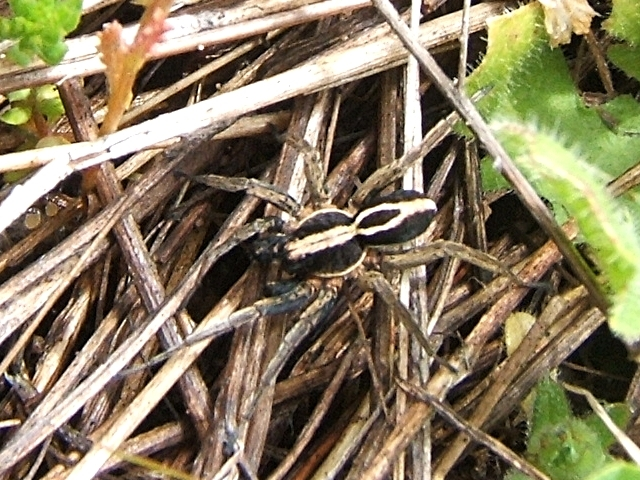
Draufsicht eines Weibchens
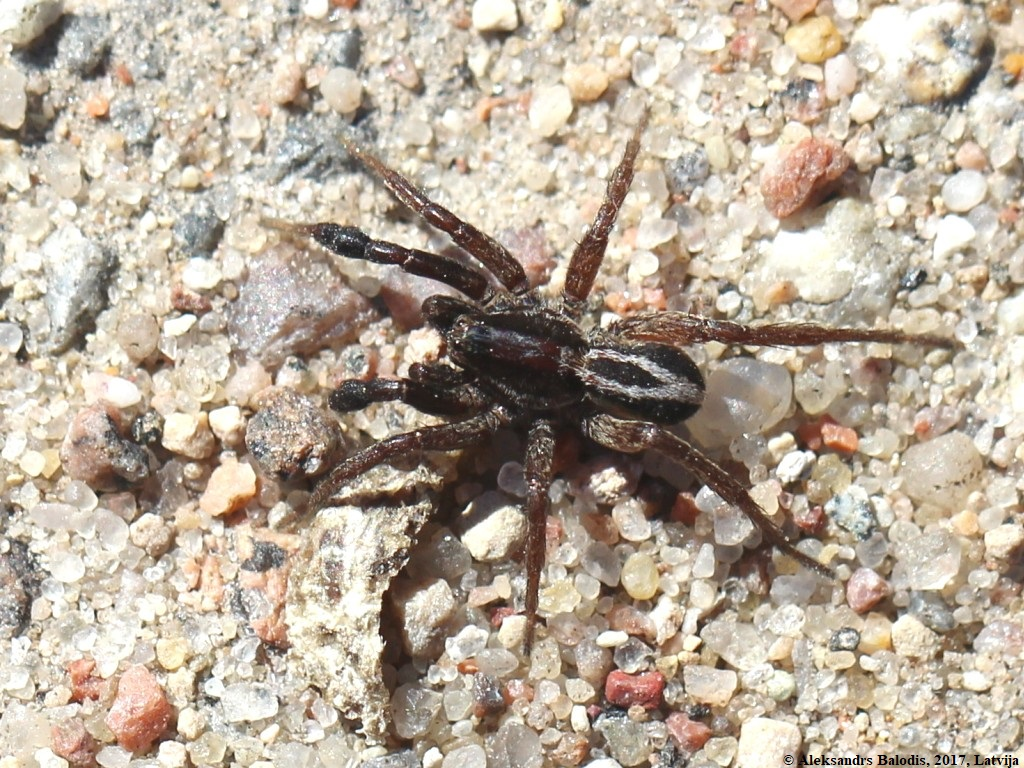
Draufsicht eines Männchens
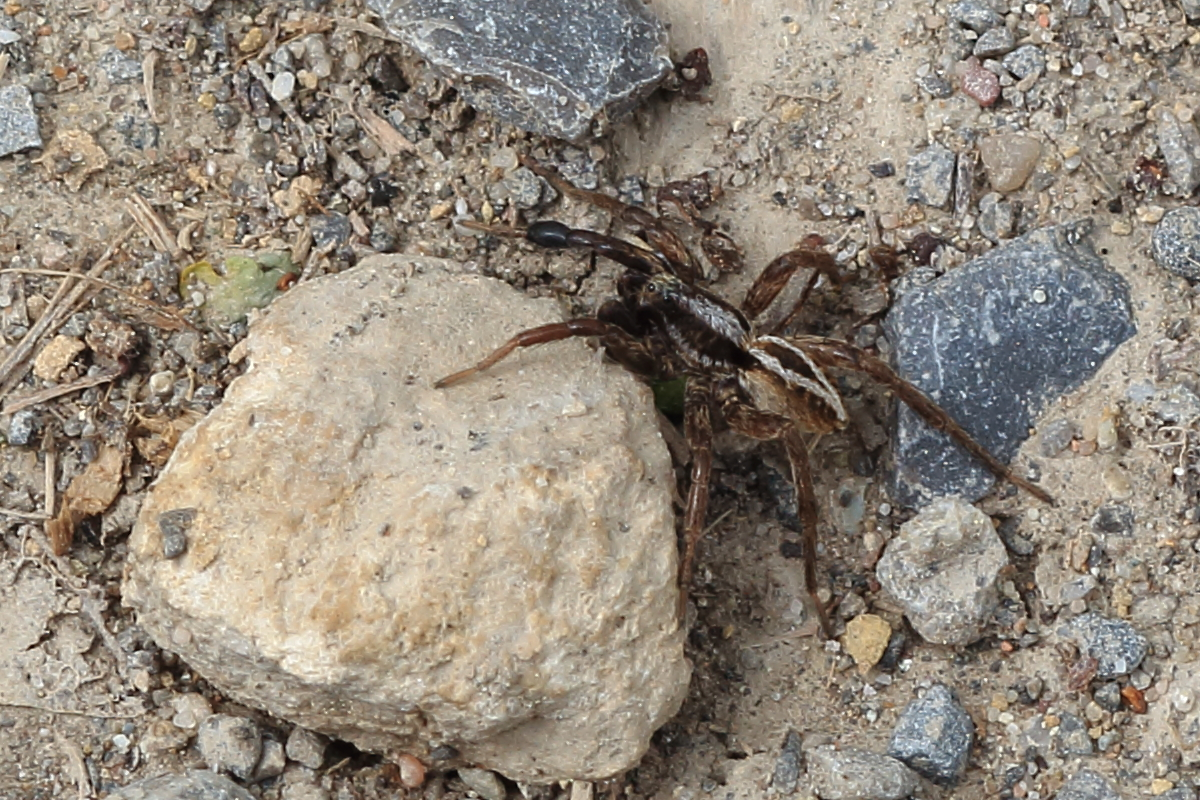
Weiteres Bild eines Männchens